# إنفيزيمالس: شادو زون
إنفيزيمالس: شادو زون (بالإنجليزية: Shadow Zone)‏ ، هي لعبة فيديو إلكترونية من تطوير شركة نوفاراما الإسبانية، وصدرت إلى الأسواق سنة 2010م.